# 小椋久雄
小椋 久雄（おぐら ひさお、1954年8月14日 - ）は、元共同テレビジョン執行役員兼第1制作部（旧ドラマ部）部長。テレビプロデューサー、映画監督、テレビドラマ原作者。長野県生まれ。元尚美学園大学情報表現学科教授。上智大学卒。

## 人物
フリーの助監督、監督としてフジテレビ第一制作部（現・ドラマ制作センター）などで活動したのち、1990年頃共同テレビに入社、長年監督として活躍した。1993年の「チャンス!」で初の連続ドラマのチーフ監督を担当、1995年には「白鳥麗子でございます!」で映画監督デビューも果たしている。ホリプロ時代の相沢友子に脚本を書く際の指導をした人物でもある。
2000年代後半からプロデュース業に専念し、ドラマ監督から一線を退いていたが2012年放送の「早海さんと呼ばれる日」のスペシャル版で数年ぶりにドラマメガホンをとった。
2015年に長年勤めた共同テレビを退職し、2016年4月から尚美学園大学情報表現学科の教授（2020年退職）、現在はフリーランスの演出家。

### 小椋と世にも奇妙な物語
小椋は1990年からフジテレビ系列で放映している『世にも奇妙な物語』の創始者としても知られている。テレビ放送の第一回ではチーフディレクターを務め、番組のビジュアルとして有名なオープニングのCG映像を現在まで一貫して演出を務めている（2018年現在、OPは4代目）。現在でこそ、CGを駆使したドラマのタイトルバックは多用されているが、当時としては非常に斬新な試みだった。
番組当初から2003年まではコンスタントに演出を務めていたが、それ以降は他のドラマ同様番組のプロデュースに専念するようになり、演出からは一線を退いた。監督降板後はプロデュースを手掛け、今日まで多くの関わりを持ち続けている。共同テレビを退職した2015年頃からはストーリーテラーパートの演出を再び手掛けるようになっている。

## 監督作品

### 連続ドラマ
- 熱くなるまで待って!（1987年、フジテレビ）※演出デビュー作品
- 窓を開けますか?（1988年、フジテレビ）
- ハートに火をつけて!（1989年、フジテレビ）
- 白鳥麗子でございます（1993年、フジテレビ）
- チャンス!（1993年、フジテレビ）チーフディレクター
- ベストフレンド（1995年、読売テレビ）チーフディレクター
- コーチ (1996年、フジテレビ）チーフディレクター
- こんな恋のはなし（1997年、フジテレビ）チーフディレクター
- ニュースの女（1998年、フジテレビ）チーフディレクター
- 殴る女（1998年、フジテレビ）チーフディレクター
- 私を旅館に連れてって（2001年、フジテレビ）チーフディレクター
- ダイヤモンドガール （2003年、フジテレビ）チーフディレクター
- パンドラ（2008年、WOWOW）
- すべてがFになる（2014年、フジテレビ）
- 僕だけが17歳の世界で（2020年、AbemaTV）

### 単発ドラマ
- 世にも奇妙な物語（1990年 - 2003年、フジテレビ）
  - 「楊貴妃の双六」
  - 「悪魔のゲームソフト」
  - 「追いかけた男」
  - 1990年　秋の特別編「幸福の選択」
  - 1990年　冬の特別編「帰れない」
  - 「バカばっかりだ!」
  - 1993年　真夏の特別編「いじめられる女」
  - 1995年　春の特別編「笑う頭脳」
  - 1996年　冬の特別編「熊の木本線」
  - 1996年　春の特別編「怪我」
  - 1996年　聖夜の特別編「2040年のメリークリスマス」
  - 1997年　春の特別編「完全治療法」
  - 1998年　秋の特別編「懲役30日」
  - 1999年　春の特別編「協力者」
  - 1999年　秋の特別編「逆男」
  - 2000年　秋の特別編「発電課長」
  - 2003年　秋の特別編「鍵」「遠すぎた男」
  - 2006年　秋の特別編「部長OL」※原案
- 金曜ドラマシアター「NASA〜未来から落ちてきた男〜」（1991年、フジテレビ）
- 大人は判ってくれない（1992年、フジテレビ）
  - 「運のない男」
- ココだけの話（2001年、テレビ朝日）
  - 「タクシードライバー」※原案
- 悪いこと（フジテレビ、2010年）
  - 「言いなさい」
  - 「盗む」
- 早海さんと呼ばれる日 スペシャル（2012年、フジテレビ）
- 〜両親ラブストーリー〜 オヤコイ（2018年、読売テレビ）

### 映画
- 白鳥麗子でございます（1995年）
- 世にも奇妙な物語 映画の特別編「結婚シミュレーター」（2000年）
- 2nd Memories（2018年）

## プロデュース作品

### 連続ドラマ
- 17才-at seventeen-（1994年、フジテレビ）
- ショカツ（2000年、関西テレビ）
- ダブルスコア （2002年、フジテレビ）
- 恋するトップレディ（2002年、関西テレビ）
- Ns'あおい（2006年、フジテレビ）
- パンドラ（2008年、WOWOW）
- 救命病棟24時・第4シリーズ（2009年、フジテレビ）

### 単発ドラマ
- ココだけの話（2001年、テレビ朝日）
- 長生き競争!（2008年、東海テレビ）
- 世にも奇妙な物語（2005年-2016年、フジテレビ）
  - 2005年 春の特別編
  - 2005年 秋の特別編
  - 2006年 秋の特別編
  - 2008年 春の特別編
  - 2008年 秋の特別編
  - 20周年スペシャル・春　～人気番組競演編～
  - 20周年スペシャル・秋　～人気作家競演編～
  - 21世紀21年目の特別編
  - 2012年 秋の特別編
  - 2013年 秋の特別編
  - 2014年 春の特別編
  - 2014年 秋の特別編
  - 25周年記念！秋の2週連続SP ～映画監督編～
  - 2016年 春の特別編
- 一生忘れない物語（2006年、テレビ朝日）
- 佐賀のがばいばあちゃん（2007年、フジテレビ）
- はだしのゲン（2007年、フジテレビ）
- 天才探偵ミタライ〜難解事件ファイル「傘を折る女」〜（2015年、フジテレビ）

## 受賞歴
1996年
- 第10回ザテレビジョンドラマアカデミー賞 監督賞（河野圭太と共に）（『コーチ』）

2008年
- 長生き競争!（東海テレビ）

平成21年度（第64回）文化庁芸術祭優秀賞（テレビ部門・ドラマの部）、2009年度日本民間放送連盟賞番組部門テレビドラマ番組優秀賞、第26回ATP賞テレビグランプリ2009ドラマ部門優秀賞の3賞を同時受賞
2018年
- 両親ラブストーリー～オヤコイ（読売テレビ）

放送文化基金賞優秀賞と企画賞、ATP賞テレビグランプリ優秀賞、アジアコンテンツ見本市最優秀賞を受賞。

## 関連人物
- 河野圭太
- 高丸雅隆
- 鈴木由美子